# 김경민 (가수)
김경민(2000년 1월 1일 ~ ) 은 대한민국 가수이다.

## 학력
중앙대학교 평생교육원 (휴학)

## 방송
- 2020년 TV조선 내일은 미스터트롯 - 준결승 8위
- 2020년 TV조선 신청곡을 불러드립니다 - 사랑의 콜센타 - TOP 7 VS 레인보우 8 특집
- 2020년 KBS1 6시 내고향 ~ 현재
- 2021년 TV조선 신청곡을 불러드립니다 - 사랑의 콜센타 - 미스트롯&미스터트롯 특집
- 2021년 TV조선 뽕숭아학당 - 거북6 팀 특집